# Universidad Nacional de Investigación «Instituto de Tecnología Electrónica de Moscú»
La Universidad Nacional de Investigación «Instituto de Tecnología Electrónica de Moscú» (MIET) (en ruso: Национальный исследовательский университет «Московский институт электронной техники») (МИЭТ) es una universidad nacional de investigación ubicada en Rusia especializada en el campo de la microelectrónica. El campus se encuentra en la ciudad de Zelenogrado, uno de los doce distritos administrativos que forman la capital de Rusia, la ciudad de Moscú.

## Historia
La institución de educación superior (entonces Instituto de Tecnología Electrónica de Moscú) fue establecido el 9 de diciembre de 1965, poco después de que entrara en vigor el ucase (decreto) del Consejo de Ministros de la Unión Soviética.  En septiembre del año siguiente ya se pudo reanudar parcialmente la docencia, estando inicialmente el recinto universitario alojado temporalmente en un edificio escolar. En el primer año de enseñanza, se matricularon en la universidad un total de alrededor de 250 estudiantes, en su mayoría de Zelenogrado. En 1967, comenzaron los trabajos de planificación y construcción del campus principal del MIET en un sitio ubicado al sur de Zelenogrado. Se encargó al conocido escultor Ernst Neiswestny que amueblara la fachada del edificio principal, así como la sala de conferencias y el patio. Las instalaciones se construyeron durante un periodo de cuatro años. Los trabajos de construcción se completaron a finales de 1971.